# ماركو ميلينكوفيتش
ماركو ميلينكوفيتش هو لاعب كرة قدم صربي في مركز نصف الجناح، ولد في 16 أبريل 1988 في بلغراد في صربيا. شارك مع منتخب صربيا تحت 21 سنة لكرة القدم ومنتخب صربيا لكرة القدم. أما مع النوادي، فقد لعب مع غنتشلربيرليغي ونادي سلوفان براتيسلافا ونادي كوشيتسه.

## وصلات خارجية
- ماركو ميلينكوفيتش على موقع اتحاد تركيا (لاعب) (الإنجليزية)
- ماركو ميلينكوفيتش على موقع قاعدة بيانات كرة القدم.إي يو (الإنجليزية)
- ماركو ميلينكوفيتش على موقع ناشيونال فوتبول تيمز (الإنجليزية)
- ماركو ميلينكوفيتش على موقع Soccerway.com (الإنجليزية)
- ماركو ميلينكوفيتش على موقع عالم كرة القدم.نت (الإنجليزية)
- ماركو ميلينكوفيتش على موقع AS.com (الإسبانية)